# ريو هايابوسا

ريو هايابوسا مابين الشخصية القديمة والشخصية الحديثة في سلسلة نينجا غايدن المستمرة.

ريو هايابوسا (باليابانية: 隼龍) (بالإنجليزية: Ryu Hayabusa)‏ ، هو شخصية الأساسية لسلسلة لعبة نينجا غايدن، وهو محارب النينجا وبطل اللعبة الأساسية لسلسلة نينجا غايدن، وهو محارب ياباني، ظهر البطل للمرة الأولى عام 1989م وكانت باسم غلاف اللعبة «نينجا غايدن»، واستمر ظهوره في كافة الإصدارات في أواخر الثمانينات الميلادية والتسعينات في القرن العشرين، واستمرار ظهوره مجدداً عام 2004م في القرن الحادي والعشرين.

## مهماته
يقوم ريو هايابوسا بقتل جميع الوحوش والمسوخ في الإصدارات الماضية على عكس الإصدارات القديمة في فترة التسعينات حينما يذهب إلى الولايات المتحدة للقضاء على الأشرار من الفئة البشرية، ولكن في ظهوره عام 2004م، قام بمحاربة النينجا ومجموعة من المسوخ لتطهير اليابان وبعض بلدان الأخرى من هذه الظاهرة، وكما يملك هايابوسا مجموعة من الأسلحة التقليدية التي أعتاد عليها اليابانيون ويملك سلاح سيف التنين الخاص بوالده وهو سيف ذو قدرات خارقة مثل قطع أي شى وتحمل أي ضربة وكذلك لديه القدرة على أستخدام السحر في القتال وبالطبع القوة البدنية العالية واللياقة وقدرات النينجا كلها كالتخفى ورمى النجوم الحادة والجرى بسرعة عالية والقفز من أماكن مرتفعة بدون الأصابة بأى أضرار وكذلك حس النينجا بالخطر وتفاديه

## وصلات خارجية
- الموقع الرسمي
- Ryu Hayabusa في قاعدة بيانات الأفلام على الإنترنت